# Улеб Игоревич
Улеб Игоревич (ум. 971) — предположительно сын князя Игоря Рюриковича и брат князя Святослава. Известен из утраченной Иоакимовской летописи, достоверность которой не ясна, и из посольского перечня договора Руси с Византией 944 года по Львовской летописи, в котором назван его представитель Володислав.

## Биография
О его жизни и деятельности известно очень мало. Иоакимовская летопись В. Н. Татищева называет Глеба единственным братом великому князю Киевскому Святославу. М. Ю. Брайчевский предложил две версии родства с киевскими князьями: либо он был младшим сыном Игоря и Ольги, либо двоюродным братом Святославу. При этом последнее историк считал более вероятным. Некоторые историки считают, что именно он возглавлял поход на Бердаа и погиб там. Это бы объяснило, почему в договоре 944 года Улеб представлен через свою жену Сфандру (поскольку он в это время был в Бердаа), а о гибели руководителя похода известно из арабских источников.
Согласно же Иоакимовской летописи погиб во время войны Руси с Византией под 971 годом. В начале византийцы предложили Святославу разграбить Болгарию и вынудить отказаться от византийской дани. Святослав захватил большую часть Болгарии и решил оставить эти земли за собой. Император Византии Иоанн I Цимисхий отправился в поход против русов, так как собирался сохранить за собой влияние на Болгарское Царство. В результате этой войны русское войско после героической обороны Доростола, сопровождавшейся большими потерями, оставило Болгарию. Затем, по возвращении домой, Святослав застал у Днепровских порогов печенегов и отошёл на зимовку в устье Днепра. Весь этот поход Улеб был руководителем христианской части дружины. Во время голодной зимовки русы-язычники обвинили в поражении русов-христиан, по их мнению, прогневавших языческих богов. Все христиане, в том числе и глава христианского контингента Улеб были казнены. Казнь языческой частью дружины христианской составляющей говорит о подавляющем превосходстве первой, так как со Святославом зимовать остались лишь самые преданные язычники и брат со своей дружиной.

## Семья
О. М. Рапов сопоставлял Глеба из Иоакимовской летописи с Улебом договора 944 года «Повести временных лет». Согласно договору, среди послов фигурирует Шихберн, который представлял Сфандру, жену Улеба. Отождествление его с Улебом/Ульвом, отцом Рогволода (Рёгинвальда) Ульвссона сомнительно, поскольку по общепринятой версии его отцом был Ульв Тостессон. Об остальных детях ничего неизвестно.